# Slag op de Hardenbergerheide
De Slag op de Hardenbergerheide vond plaats op 17 juni 1580 tussen het Spaanse Leger van Vlaanderen onder Maarten Schenk enerzijds en Staatse huurlingen onder Filips van Hohenlohe anderzijds. De veldslag werd door de Spaansgezinden gewonnen.

## Aanleiding
Op 3 maart 1580 liep de stadhouder van Groningen, Friesland, Drenthe en Overijssel, George van Lalaing (Graaf van Rennenberg) over naar de koninklijke partij (het Verraad van Rennenberg). Aan Staatse zijde vreesde men dat na Groningen alle Noordoost-Nederlandse steden (waar katholieken in de meerderheid waren) eveneens de Opstand in de steek zouden laten. Om het gevaar tegen te gaan belegerden de staatsen Groningen maandenlang; elke hulp hierbij kwam van pas. Filips van Hohenlohe, een legeraanvoerder uit Duitsland, die met zijn troepen gelegerd was in Oldenzaal, werd rond 15 juni door Willem van Oranje opgeroepen om te helpen in het beleg.
Hohenlohes leger vertrok in alle haast richting Coevorden, waar men van het volk hoorde dat er een Spaans leger onder leiding van Maarten Schenk op weg was van Lingen naar Zwolle, waar twee dagen eerder het Zwols oproer tegen de koning was uitgebroken. Om dit gevaar tegen te gaan maakte Hohenlohe rechtsomkeert richting Hardenberg en ontmoette de vijand op de Hardenbergerheide bij de huidige buurtschap Venebrugge. Zijn soldaten waren uitgeput van het lange lopen, maar toch strijdvaardig, wat hen overmoedig maakte.

## Slag
In de middag van 17 juni 1580 begon Hohenlohe een aanval op het Spaanse leger met kanonschoten, waarmee een groep vijandelijke speerruiters werd uitgeschakeld. Hierdoor sloeg een andere Spaanse formatie op de vlucht; Hohenlohe zette zijn ruiters in de achtervolging, maar de Spanjaarden omsingelden de Staatsen en bracht hen in grote moeilijkheden. 1500 van Hohenlohes mannen sneuvelden, terwijl Schenk minder dan 100 man verloor. Hohenlohe en anderen wisten aan de dood te ontkomen, maar sommigen die richting Gramsbergen vluchtten werden gedood door woedende boeren die onder de oorlog veel hadden geleden.

## Gevolgen
Door de Spaanse overwinning kregen Rennenbergs soldaten in Groningen weer hoop; de Staatsen moesten het beleg opbreken. Het gaf de Spanjaarden de kans om heel Groningen, later Drenthe en Overijssel te veroveren, op Zwolle en Kampen na. Hohenlohe en zijn leger zouden nog jaren Twente plunderen en slag leveren, maar desondanks zou de streek nog 17 jaar lang in Spaanse handen blijven, tot Maurits van Nassau, de latere prins van Oranje, die bij zijn veldtocht van 1597 zou heroveren.

## Bron
- De vergeten slag - Hardenbergerheide 17 juni 1580